# Vellea mexicana
Vellea mexicana är en insektsart som beskrevs av Márquez Mayaudón 1958. Vellea mexicana ingår i släktet Vellea och familjen vårtbitare. Inga underarter finns listade i Catalogue of Life.